# Jackal (videogioco)
Jackal (特殊部隊ジャッカル Tokushu Butai Jakkaru, "Special Forces Jackal") è un videogioco arcade distribuito da Konami nel 1986. Negli Stati Uniti venne distribuito nel 1987 e chiamato Top Gunner. È uno sparatutto a scorrimento alla guida di fuoristrada militari. Nel 1987-1989 ne uscirono versioni per diversi computer e per NES.

## Modalità di gioco
La squadra Americana Jackal specializzata in salvataggi estremi, un team composto dal Colonnello Decker, il Tenente Bob, il Sergente Quint e il Caporale Grey, viene inviata a salvare i soldati alleati tenuti in ostaggio. 
Uno o due giocatori controllano le squadre in una Jeep armata, che dovrà avventurarsi attraverso varie roccaforti nemiche per salvare i compagni imprigionati dal nemico. L'obiettivo è di salvare i prigionieri di guerra provenienti da vari edifici e poi trasferirli in elicottero al più vicino eliporto e così trarli in salvo, ogni Jeep ne può trasportare fino a otto.
Le macchine sono dotate di mitragliatrice di tipo Browning M2 e di lanciagranate (potenziabile a lanciarazzi, lanciarazzi a lunga gittata, missili a diffusione e missili a deframmentazione), e possono investire e travolgere i malcapitati fanti nemici, dal canto loro le Jeep esploderanno al primo colpo ricevuto. Alcuni edifici contengono un prigioniero lampeggiante, se quest'ultimo verrà salvato, potenzierà il lanciagranate.
Durante la missione si incontreranno svariati nemici: fanti con fucile, fanti armati di RPG, carri armati, nidi di mitragliatrici, casematte, bunker, aerei da bombardamento, mine anticarro, lance marine e molto altro.

## Versioni del videogioco
Jackal fu inizialmente pianificato per essere giocato con joystick arcade muniti di manopole girevoli, usati nei giochi SNK TNK III e Ikari Warriors. Le manopole girevoli non solo permettevano al giocatore di muovere la propria jeep, ma anche di controllare la direzione in cui é puntata la mitragliatrice, permettendo così al giocatore di sparare in ogni direzione. Nonostante questa versione fu testata, usando il titolo internazionale (Jackal), venne rilasciata in pochissime quantità. Le versione più diffuse utilizzano il classico joystick a otto vie.
Tra le versioni più diffuse, tre versioni dell'originale arcade esistono: la versione originale giapponese (Tokushu Butai Jackal), la versione internazionale (intitolato semplicemente Jackal), e la versione nordamericana (chiamata Top Gunner). Le differenze marginali sono che nella versione giapponese, i colpi di mitragliatrice vanno in qualunque direzione si muova la Jeep del giocatore (molto utile), mentre nelle altre versioni, i colpi di mitragliatrice sono fissati ad andare sempre verso nord. La versione nordamericana, identica alla versione internazionale in termini di gameplay, presenta alcuni cambi cosmetici: le bandiere Arancione e Blu sulle macchine dei giocatori sono sostituite da una bandiera USA su entrambe mentre molti degli accampamenti e veicoli nemici sono adornati con la bandiera Vietnamita.

## Versioni home
La versione Nintendo Entertainment System è stata pubblicata con il titolo Jackal nel settembre 1988. Questa versione ha un certo numero di modifiche apportate rispetto alla versione arcade, con livelli più lunghi, un nuovo boss di fine gioco, e una mappa visualizzata prima di ogni livello che indica il progresso del giocatore.
Furono sviluppati diverse conversioni per home computer dell'epoca, sempre pubblicate da Konami.
Nel 1989 Jackal venne convertito per PC, Commodore 64, ZX Spectrum e Amstrad CPC. Nel caso del Commodore 64 esistono due conversioni distinte sviluppate da autori diversi, una uscita in Europa e una negli Stati Uniti.
Nel luglio 2009 Konami ha messo in commercio una versione cellulare del gioco in Giappone in base alla versione NES. Un'altra versione mobile è stata pubblicata in Cina per cellulari in Java il 5 agosto 2010. Sempre nel 2010 Nintendo annuncia che sarà disponibile un remake con grafica 3D sul canale Virtual Console.